# Fantoma lui Vermeer din Delft care poate fi folosită ca o masă
Fantoma lui Vermeer din Delft care poate fi folosită ca o masă este o mică pictură în ulei suprarealistă realizată de pictorul spaniol Salvador Dalí. Titlul său complet este Fantoma lui Vermeer din Delft care poate fi folosită ca o masă (Teoria fenomenologică a mobilierului-nutriție). Face referire la Arta picturii de Johannes Vermeer, o lucrare celebră din secolul al XVII-lea în care un pictor, considerat a fi un autoportret al lui Vermeer, este înfățișat cu spatele la noi, într-un costum deosebit. Este una dintre numeroasele picturi care exprimă enorma admirație a lui Dalí pentru Vermeer.
Vermeer este reprezentat ca un personaj întunecat și zvelt, în poziție de îngenunchere. Piciorul întins al personajului servește drept suprafață de masă, pe care se află o sticlă și un pahar mic. Acest picior se îngustează până la un ciot asemănător unui balustru; în apropiere se află un pantof. Pereții și priveliștile îndepărtate ale munților se bazează pe priveliști reale din apropierea casei lui Dalí din Port Lligat. În tabloul lui Vermeer, artistul se sprijină pe un mahlstick, iar mâna sa este pictată cu o neclaritate neobișnuită, poate pentru a indica mișcarea. În tabloul lui Dalí, Vermeer își sprijină același braț pe o cârjă.
Tabloul este nesemnat și nedatat, dar se știe că a fost finalizat în jurul anului 1934. În prezent, tabloul este expus la Muzeul Salvador Dalí din St. Petersburg, Florida, fiind împrumutat din colecția domnului și doamnei Reynolds Morse.